# Піщанка (Орічівський район)
Піща́нка (рос. Песчанка) — присілок у складі Орічівського району Кіровської області, Росія. Входить до складу Кучелапівського сільського поселення.
Населення становить 46 осіб (2010, 42 у 2002).
Національний склад станом на 2002 рік — росіяни 100 %.
У присілку народився Герой Радянського Союзу Шихов Олександр Микитович (1914-1995).